# Dubravka Šeparović Mušović
Dubravka Šeparović Mušović (Dubrovnik, 14. kolovoza 1970.) je hrvatska operna pjevačica.

## Životopis

### Školovanje
U rodnom gradu Dubrovniku završila je nižu glazbenu školu. Prve javne nastupe ostvarila je kao članica violončelističkog Kvinteta sv. Petra, a uz to je bila članicom dubrovačkog zbora Katedralni madrigalisti. Po završetku Prirodoslovno-matematičke gimnazije, nastavila se školovati u Zagrebu., gdje je 1993. diplomirala na Arhitektonskom fakultetu. Studij solo pjevanja pohađala je u razredu prof. Snježane Bujanović-Stanislav na Muzičkoj akademiji u Zagrebu, gdje je diplomirala 1998. i magistrirala 2000. godine. Usavršavala se kod Ruže Pospiš-Baldani, Dunje Vejzović, Eve Blahove i Carol Byers. 

### Uloge
Tijekom studija istakla se kao Madame Flora u operi Medium Gian Carla Menottija, koja je bila izvedba u suradnji Muzičke Akademije i Kazališta Kerempuh. Godine 1999. privukla je pozornost u ulozi Cezara u operi Julije Cezar G. F. Händela u produkciji "Vero" u suradnji s Dunjom Vejzović na Zagrebačkim ljetnim večerima. U Karlovym Varyma 1999. osvojila je drugu nagradu i nagradu praške Državne opere, što joj je otvorilo vrata za operni debi u ulozi Carmen u Pragu 2000. godine. Slijedio je poziv za Amneris u Brnu 2002. godine. U međuvremenu, 2001. godine, postala je članica Hrvatskog narodnog kazališta u Zagrebu. Prva uloga na zagrebačkoj opernoj pozornici bila je Zitta u Puccinijevom Gianni Schicchiu, slijedila je Marina u Borisu Godunovu M. P. Musorgskog i uloga Romea u operi Capuleti e i Montecchi Vincenza Bellinija. Ulogom Elettre u Mozartovom Idomeneu 2003. označena je kao pjevačica sa smislom za neobična režijska rješenja. Te je godine nagrađena Nagradom „Marijana Radev“ i Nagradom hrvatskog glumišta. Nadovezali su se nastupi u ulogama Amneris, Eboli i Charlotte, a iste 2003. godine gostovala je s Janačekovim divadlom iz Brna kao Amneris i Carmen na njihovoj japanskoj turneji. Ulogu Amneris ostvarila je u Ljubljani 2004. godine. Od 2005. do 2010. godine redovito je gostovala u njemačkom gradu Saarbrückenu i nastupala u ulogama Eboli, Adalgise, Begbick (Uspon i pad grada Mahagonija Kurta Weilla), te kao Fricka u Wagnerovom Rajninom zlatu, zatim Santuzza, Judit u Bartókovom Dvorcu modrobradog i nezaobilazna Carmen. Na 10. Antikenfestspiel u Trieru (2007.) u otvorenom amfiteatru, predstavila se kao Dalila u operi Samson i Dalila Camillea Saint-Saënsa, koju je 2009. godine ponovno pjevala u St. Galenu na Ljetnom festivalu. Opera u Grazu angažirala je Dubravku Šeparović Mušović u ulozi Ježibabe u Rusalki Antonína Dvořáka koju je režirao proslavljeni Stefan Herheim. Uslijedio je i poziv za premijeru Rusalke (na njemačkom) u Volksoperi u Beču 2010., koju je pjevala i u sezonama 2011. i 2012. godine. U Klagenfurtu se predstavila kao Amneris u režiji Torstena Fischera (2010.) i u sedam izvedbi Mahlerove Druge simfonije. U ljetu 2010. gostovala je u Peking gdje je u prvoj kineskoj izvedbi Salome Richarda Straussa nastupila u ulozi Herodias. U međuvremenu, u Zagrebu se nižu Carmen, Santuzza, Mère Marie, te Kundry (2011.) i Ortrud ( 2013.). Upravo je jedinstvenom kreacijom Wagnerove Kundry iz Parsifala osvojila žirije i pripale su joj nagrade „Tito Strozzi“, „Marijana Radev“ i Nagrada grada Zagreba. U Gärtnerplatzttheatru u Münchenu, 2014. godine,nastupila je kao Amneris u Verdijevoj operi Aida.

### Priznanja
Za nastup na Riječkim ljetnim večerima s proslavljenim tenorom Joséom Curom primila je strukovnu nagradu "Milka Trnina" Hrvatskog društva glazbenih umjetnika. Nastupi u rodnom Dubrovniku, na Dubrovačkim ljetnim igrama, ovjenčani su Nagradom "Orlando" čak dva puta, prvo 2000. godine.za intepretaciju Brahmsovih djela, a drugi put 2013., za koncert "Hommage à Milka Trnina" kojim je uveličala proslavu 150. obljetnice rođenja slavne hrvatske sopranistice. Odlikovanje "Danica Hrvatska s likom Marka Marulića", uručio joj je predsjednik Ivo Josipović za visoka dostignuća u kulturi 9. listopada 2013. godine.

### Istaknuti nastupi
Uz sjajne operne kreacije gaji umjetnica i koncertni izričaj s naglaskom na djela Gustava Mahlera (Dječakov čarobni rog, Pjesma o zemlji, Rückertlieder, Druga simfonija), a Berliozov ciklus Ljetne noći izvela je uz Simfonijski orkestar HRT-a pod ravnanjem Nade Matošević. Sa slavnim njemačkim tenorom Jonasom Kaufmannom pjevala je u koncertnoj izvedbi Wagnerove Rienzi s dirigentom Siegfriedom Kühlerom u Saarbrückenu (2006.), a u koncertnoj izvedbi Samsona i Dalile s Marcom Soustrom pjevala je uz Luksemburšku filharmoniju 2007. u Luxemburgu. Od inozemnih uspjeha valja još navesti izvedbe Beethovenove Devete simfonije na Proljetnom festivalu u Pragu i Brnu s Liborom Pešekom, Verdijeva Requiema u Heidelbergu, Mahlerove Druge simfonije na Festivalu u Wrozławu s Jacekom Paspszykom i Schönbergovih Gurrelieder na Beethovenovom festivalu u Bonnu sa Stefaonom Blunierom. Wagnerov Wesendonck-Lieder pjevala je već više puta, između ostalog s Leopold Hagerom i Christophom Camperstiniem. Na Božićnom koncertu 2013 godine, u Atriju Hrvatske akademije znanosti i umjetnosti, proslavila se sjajnim izvedbama ciklusa Memorie Frane Paraća i Mahlerovih Rückertlieder uz Cantus ansambl pod ravnanjem Berislava Šipuša.Uz Cantus ansambl nastupala je i u Pekingu 2012. godine.

### 150. obljetnica rođenja Milke Trnine
U 2013. godini u kojoj je bila obilježena 150. obljetnica rođenja velike hrvatske sopranistice Milke Trnine posebno je svojim nastupima u Zagrebu, Dubrovniku, Križu i Beču, dignitetu te proslave doprinosila Dubravka Šeparović Mušović.

### Matična kuća
Uz sve operne premijere i predstave u kojima je sudjelovala u svojoj matičnoj kući, u Operi HNK u Zagrebu, Dubravka Šeparović Mušović potvrdila se tako kao danas jedna od najuglednijih opernih i koncertnih pjevačica.

## Repertoar

### Operni repertoar
Bartok,
Herzog Blaubarts Burg,(na mađarskom jeziku): Judit
Bizet,
Carmen: Carmen
Bellini,
Norma: Adalgisa
Dvořák,
Rusalka, Hexe (na češkom i njemačkom jeziku)
Janaček,
Jenufa: Küsterin
Mascagni,
Cavalleria: Santuzza
Mussorgskij,
Boris: Marina
Poulenc,
Les dialogues des Carmelites: Mere Marie
Saint-Saëns,
Samson et Dalila, Dalila
Strauss,
Salome, Herodias
Strauss ,
Elektra, Klytamnestra  
Stravinski,
Oedipus rex, Jocasta
Thomas,
Hamlet, Gertrud
Verdi
Don Carlos, Eboli  
Verdi
Aida, Amneris
Wagner,
Das Rheingold, Fricka
Wagner,
Parsifal, Kundry
Wagner,
Lohengrin, Ortrud
Weill,
Mahagonny: Begbick

### Koncertni repertoar
Mozart: Requiem
Verdi: Requiem
Beethoven: 
- 9 Sinfonie
- Missa Solemnis

Bramhs: Alt-Rhapsodie
Berlioz: Le nuits d'ete
Elgar: The Dream of Gerontius
Mahler: 
- Rückert –lieder
- Das Lied von der Erde
- Lieder eines fahrenden Gesellen
- II Sinfonie

Wagner: Wesendonklieder
Stravinski: Pribaoutki
Schhönberg: Gurrelieder
Prokofjev: Cantata Alexander Nevsky

## Nagrade
- 2014. - Nagrada Najbolji wagnerijanac, koju dodjeljuje Udruga Richard Wagner iz Zagreba
- 2013. - Red Danice hrvatske s likom Marka Marulića
- 2013. - Nagrada Orlando
- 2013. - Nagrada publike Grof Čikulin za najbolji dojam za koncert u čast Milke Trnine na Trećim međunarodnim svetkovinama u Lužnici
- 2012. - Nagrada Grada Zagreba za ulogu Kundry u operi Parsifal Richarda Wagnera u izvedbi Opere Hrvatskoga narodnog kazališta u Zagrebu
- 2011. - Nagrada Tito Strozzi za ulogu Kundry u operi Parsifal Richarda Wagnera pod ravnanjem Nikše Bareze, u režiji Josefa Schildknechta i izvedbi Opere HNK u Zagrebu
- 2011. - Nagrada Marijana Radev za ulogu Kundry u operi Parsifal Richarda Wagnera pod ravnanjem Nikše Bareze, u režiji Josefa Schildknechta i izvedbi Opere HNK u Zagrebu, 2011.;
- 2009. - Plaketa grada Zagreba za ulogu Carmen u istoimenoj operi Georgesa Bizeta
- 2006. - Nagrada Milka Trnina
- 2003. - Nagrada Hrvatskog glumišta za ulogu Elettre u Idomeneu Wolfganga Amadeusa Mozarta u izvedbi HNK u Zagrebu
- 2003. - Nagrada Marijana Radev za ulogu Elettre u Idomeneu Wolfganga Amadeusa Mozarta u izvedbi HNK u Zagrebu
- 2000. - Druga nagrada na međunarodnom pjevačkom natjecanju Karlovy Vary, posebna nagrada za interpretaciju djela Antonina Dvořžaka i nagrada Statni opera Prag, 2000.;
- 2000. - Nagrada Orlando
- 1996. - Rektorova nagrada na Muzičkoj akademiji